# Tarama, Okinawa
Tarama (多良間村 (Đa Lương Gian thôn) Tarama-son, tiếng Miyako & tiếng Okinawa: Tarama) là một làng thuộc huyện Miyako, tỉnh Okinawa, Nhật Bản. Làng bao gồm đảo Tarama và đảo Minna thuộc khu vực giữa đảo Ishigaki và đảo Miyako.

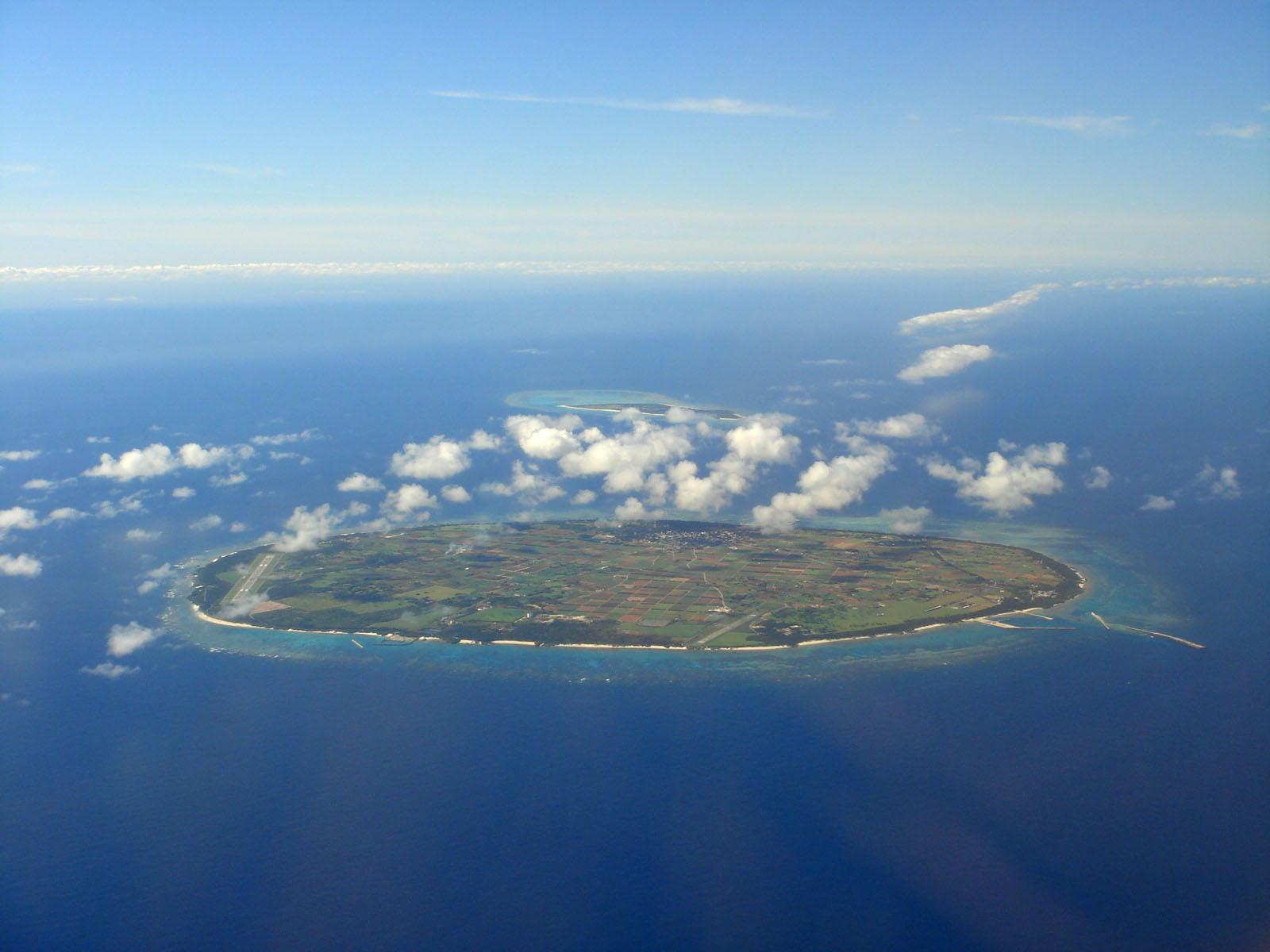
Đảo Tarama (trước) và đảo Minna (sau)

Tính đến năm 2008, làng có dân số khoảng 1.266 với mật độ dân số là 57,8 người/km². Diện tích của làng là 21,91 km².
Sân bay Tarama phục vụ nhu cầu hàng không của làng.